# Forcipomyia incus
Forcipomyia incus är en tvåvingeart som beskrevs av Debenham 1987. Forcipomyia incus ingår i släktet Forcipomyia och familjen svidknott.
Artens utbredningsområde är New South Wales. Inga underarter finns listade i Catalogue of Life.